# Зігельсбах
Зігельсбах (нім. Siegelsbach) — громада в Німеччині, знаходиться в землі Баден-Вюртемберг. Підпорядковується адміністративному округу Штутгарт. Входить до складу району Гайльбронн.
Площа — 7,68 км2. Населення становить 1679 ос. (станом на 31 грудня 2020).